# Oncostemum arthriticum
Oncostemum arthriticum är en viveväxtart som beskrevs av John Gilbert Baker. Oncostemum arthriticum ingår i släktet Oncostemum och familjen viveväxter. Inga underarter finns listade i Catalogue of Life.